# Parafia św. Wawrzyńca w Olsztynie
Parafia Świętego Wawrzyńca w Olsztynie – rzymskokatolicka parafia w Olsztynie, należąca do archidiecezji warmińskiej i dekanatu Olsztyn Północ.

## Historia
Parafia została erygowana 7 marca 1871 roku. Należeli do niej wierni z Gutkowa, Łupstych, Likus i Żurawno. W 1992 roku została erygowana Parafia Najświętszej Maryi Panny Wspomożenia Wiernych w Olsztynie, która powstała w Likusach.
Kościół parafialny mieści się przy ulicy Bałtyckiej. Parafię prowadzą księża Salezjanie.

## Proboszczowie
- ks. Ignacy Olszewski z Biskupca (1871–?)[1]
- ks. Henryk Jendryczka (1972 –?)[2]
- ks. Marek Borysiak (SDB)[3]
- ks. Antoni Rzymowski SDB (?– 2020)[4]
- ks. Adam Pasik SDB (2020–)[5]